# Gothaer Versicherungsbank
Die Gothaer Versicherungsbank VVaG ist ein Versicherungskonzern mit Sitz in Köln, an dessen Spitze die Gothaer Versicherungsbank VVaG steht.

## Geschichte
Eine erste „Gothaer Feuer-Versicherungs-Bank“ entstand im Jahr 1779, sie wurde im Jahr 1820 vom Kaufmann Ernst-Wilhelm Arnoldi in der namengebenden Stadt Gotha als erster deutscher Versicherungsverein auf Gegenseitigkeit nach englischem Muster umgegründet. Arnoldi veröffentlichte im März 1817 einen „Vorschlag zu einem Bunde unter den deutschen Fabriken“, der auf die Gründung eines gesamtdeutschen Industrieverbandes abzielte, aber auch Gedanken zur gemeinschaftlichen Feuerversicherung enthielt. Während einer Geschäftsreise fand Arnoldi in Köln 1818 im Bauschutt einen großen Boracit, der ihn auf die Idee einer Feuerversicherung brachte. Mehrere Gothaer Firmen unterschrieben am 18. August 1818 seine Vorschläge zur Errichtung einer Feuerversicherungsbank, am 2. Juli 1820 beschloss man die Satzung – das war nach damaligem Gothaer Recht der Gründungstag. Am 9. Juli 1827 genehmigte Herzog Ernst I. von Sachsen-Coburg-Gotha den Plan zur Errichtung einer Lebensversicherungsbank für Deutschland, im Januar 1902 erfolgte deren Umfirmierung in Gothaer Lebensversicherungsbank auf Gegenseitigkeit.
Zwischen dem 5. Mai und 8. Mai 1842 gab es mit dem Hamburger Brand den ersten Großschaden für die Gothaer. Durch den Flächenbrand wurde Hamburgs Innenstadt vernichtet. Die Gothaer Feuer, damals hauptbetroffene deutsche Feuerversicherung, zahlte innerhalb von drei Jahren rund 1,4 Mio. Taler als Entschädigungssumme. Erstmals – und zugleich letztmals – mussten die Mitglieder 93 % des Jahresbeitrags als Nachschuss zahlen. Ein mehrtägiger Brand in Memel stellte am 4. Oktober 1854 die Gothaer Feuer erneut auf die Probe, als 800.000 Taler Entschädigung zu zahlen waren. Ein Nachschuss wurde zwar nicht erhoben, jedoch entfiel für dieses Jahr die Beitragsrückerstattung. Die „Gothaer Lebensversicherungsbank“ entwickelte 1868 ein spezielles Formular für die ärztliche Untersuchung (Gesundheitszeugnis). Im Jahr 1878 versicherte die Bank bei 150.000 Mitgliedern eine Summe von 2,7 Mrd. Mark bei einer Beitragsrückvergütung von 80 %. Das Geschäft wurde durch 950 Agenturen belebt. Erstmals nahm die Gothaer Feuer eine Rückversicherung. Als erster Gegenseitigkeitsverein trat 1883 die Gothaer Feuer dem Verband Deutscher Privat-Feuerversicherungs-Gesellschaften bei und 1900 dem Prämienkartell der in Deutschland arbeitenden Privat-Feuerversicherungsgesellschaften. Die versicherten Summen erreichten 1913 eine Höhe von 7,4 Mrd. Mark bei einer Rückvergütung von 74 %. Für das sich entwickelnde Kraftfahrzeuggeschäft wurde 1924 die Gothaer Allgemeine Versicherungs-Aktiengesellschaft gegründet und die Gothaer Transport in Köln angesiedelt. Die Unternehmen waren mit gegenseitigen Beteiligungen untereinander verflochten, erstmals sprach man vom „Gothaer“-Konzern. Die Gothaer Feuer übernahm 1940 die Gothaer Kraftfahrzeug- und Transportversicherung AG und wurde somit erstmals ein Kompositversicherer, gleichzeitig wurde die Gothaer Transportversicherung in Gothaer Transport- und Rückversicherung AG umbenannt. Im Februar 1945 kam es infolge des Kriegs zur Zerstörung des Gothaer Versicherungsgebäudes.

### Zentralisierung nach Köln

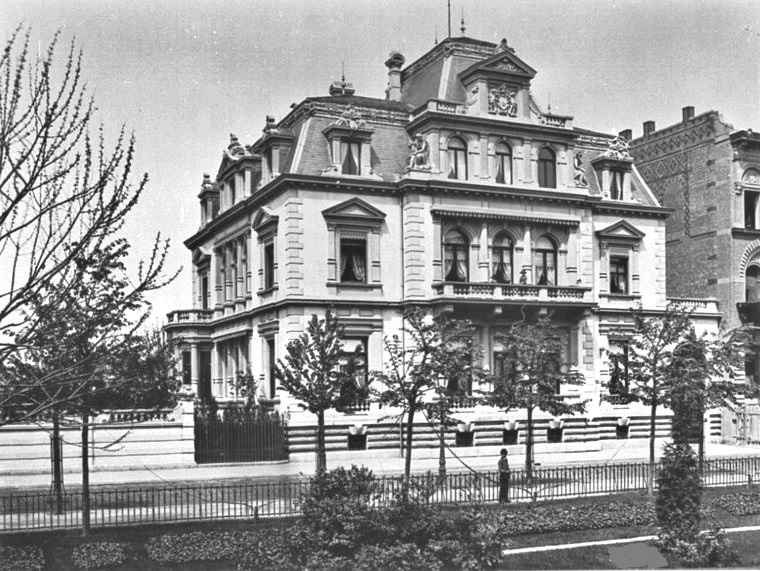
Kaiser-Wilhelm-Ring 23 – Gothaer Versicherungsbank ab 1946 (um 1900)

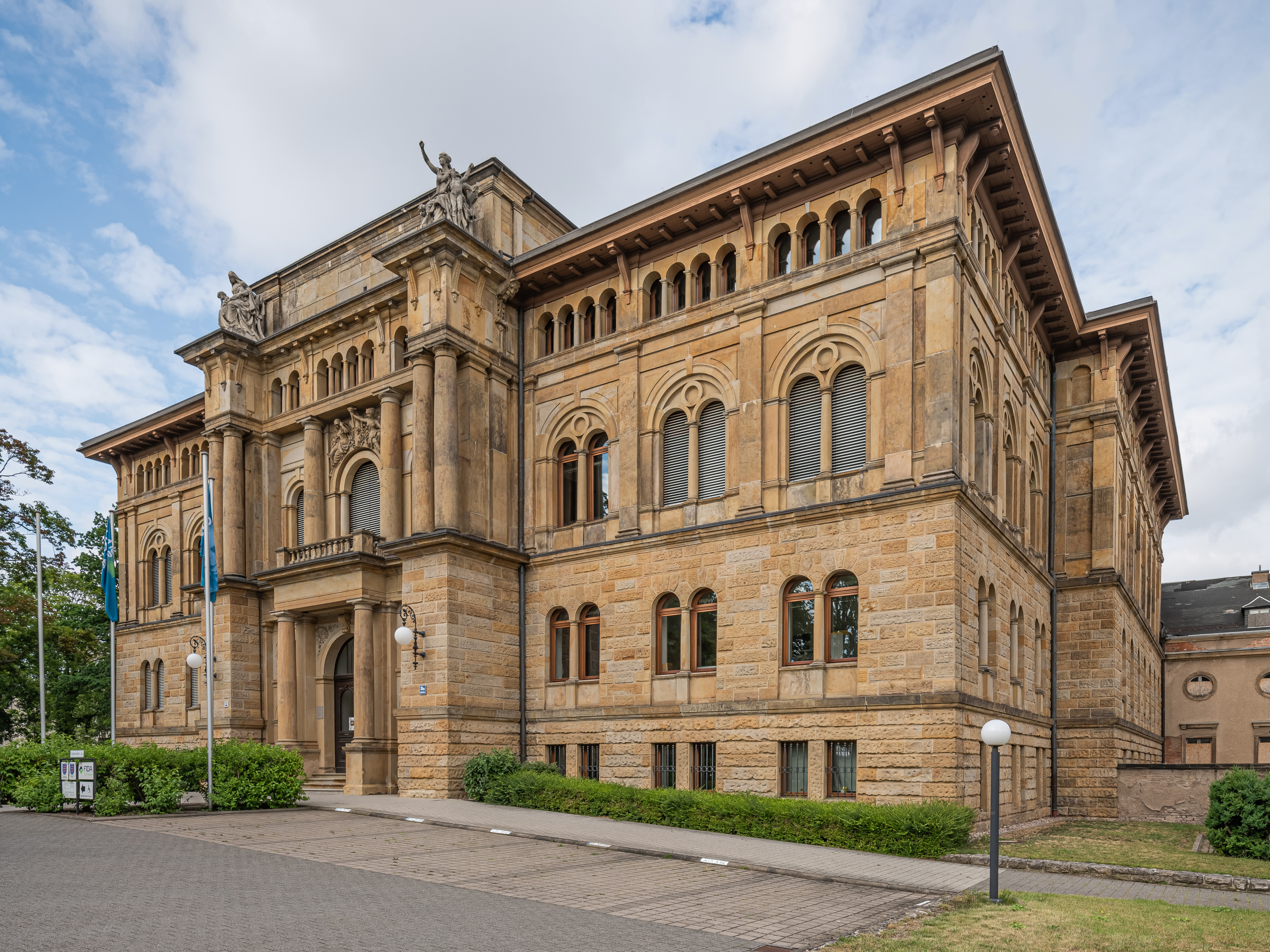
Das Gebäude der ehemaligen Gothaer Lebensversicherung in der Gothaer Bahnhofstraße, jetzt Museum der Deutschen Versicherungswirtschaft und Sitz zweier Thüringer Gerichte

Mit dem Besatzungswechsel im Juli 1945 begann das wohl entscheidende Kapitel in der Geschichte Gothas. Dies kam auf dem in Gotha abgehaltenen ersten Vereinigungsparteitag von KPD und SPD zur SED im April 1946 zum Ausdruck. Der „antifaschistisch-demokratischen Umwälzung“ fielen unter anderem die beiden Gothaer Versicherungsbanken zum Opfer. Sie sahen sich gezwungen, ihren Sitz nach Köln und Göttingen zu verlegen. Nachdem die Gothaer Feuerversicherung im sowjetisch besetzten Gotha wegen Verstaatlichung des Versicherungswesens im Jahr 1945 nicht mehr zum Geschäftsbetrieb zugelassen wurde, verlegte sie ihren Geschäftssitz am 8. April 1946 nach Köln und bezog als „Gothaer Feuerversicherung“ eine ehemalige, 1888 fertiggestellte Villa am Kaiser-Wilhelm-Ring Nr. 23–25. Ihren Sitz hatte sie bereits 1943 hierhin verlegt, während gleichzeitig die Lebensversicherung nach Göttingen wechselte. Zwischen 1946 und 1950 wurden die Bestände der Dresdner Feuerversicherung übernommen, die das gleiche Schicksal wie die Gothaer traf.

### Wachstumsphase
Durch Erwerb kleinerer Versicherungen und Gründung eigener Gesellschaften wuchs der Gothaer-Konzern stetig. Im Jahr 1957 beteiligte er sich an der Roland Rechtsschutzversicherung, im Januar 1961 gründete er die Kölnische Sachversicherung AG, 1965 erwarb er eine Beteiligung an der Aachener Bausparkasse, 1967 an der Nothilfe Krankenversicherung VaG. Im Jahr 1968 kam es zur Bildung der Gothaer Versicherungsgruppe durch die Gothaer Leben/Gothaer Allgemeine (Göttingen) und Gothaer Feuer/Gothaer Transport und Rück (Köln) unter wechselseitiger Beteiligung der Muttergesellschaften an den Tochterunternehmen (jeweils 26 % des Aktienkapitals). 1980 entstand die Gothaer Krankenversicherung AG. Im Januar 1991 verlegte die Gothaer Allgemeine ihren Sitz ebenfalls nach Köln.
Dieses Wachstum hatte Auswirkungen auf den Kölner Standort, so dass Architekt Paul Petry zwischen 1994 und 1996 Neubauten auf dem ehemaligen Pohlig-Industriegelände in Köln-Zollstock, Gothaer Allee 1–3, errichtete. Der im Juli 1997 mit der Berlin-Kölnischen Versicherung unter dem Namen „Parion“ gebildete Gleichordnungskonzern wurde im September 2001 auf die Kölner Gothaer Versicherungsbank verschmolzen, die Gothaer Lebensversicherung verlegte im Januar 2006 ebenfalls ihren Geschäftssitz nach Köln-Zollstock (Arnoldiplatz 1). Damit sind alle Stammgesellschaften und die Konzernzentrale in Köln ansässig. Die ehemalige Hauptverwaltung Göttingen verlor infolgedessen ihren Status und wurde ein Standort Göttingen. Neben einigen allgemeinen Verwaltungsbereichen verblieb ein Teil des operativen Geschäfts der Gothaer Kranken- und Lebensversicherung am Standort Göttingen.
Im September 2024 fusionierte Gothaer mit dem deutschen Versicherungskonzern Barmenia.

## Geschäftsfelder
Die Konzerngesellschaften bieten über ihren angestellten und selbstständigen Außendienst, über Makler sowie über den Direktvertrieb Versicherungsprodukte aus den Sparten Schaden/Unfall, Kranken und Leben an. Die Gothaer versichert Industrie-, Firmen- und Privatkunden. Ein weiteres Geschäftssegment ist das Kapital- und Anlagegeschäft.
Der gesamte Gothaer-Konzern gehört mit 4,52 Milliarden Euro Beitragseinnahmen und rund 4,1 Millionen versicherten Mitgliedern (Stand: Mai 2020) zu den größten deutschen Versicherungsunternehmen. Die größte Gesellschaft des Konzerns ist die Gothaer Allgemeine Versicherung AG mit Beitragseinnahmen von rund 2,15 Milliarden Euro (Geschäftsjahr 2019). Die IT der Gothaer wird seit 1994 von der Gothaer Systems gepflegt.
Die Gothaer lagerte 2005 einen Teil der Antragsbearbeitung in die Gothaer Kunden-Service-Center GmbH (GKC) aus. Auch diese Gesellschaft mit Sitz in Köln-Mülheim war nicht im Arbeitgeberverband. Gleichzeitig wurden die Niederlassungen Berlin, Dortmund und Frankfurt geschlossen. Ca. 370 Mitarbeiter verloren ihren Arbeitsplatz. In der Umstellungsphase schob das GKC Medienberichten zufolge 200.000 Geschäftsvorfälle vor sich her. Ursache sei die hoffnungslose Überforderung der Mitarbeiter gewesen. 2011 wurde eingestanden, dass man falsche Prioritäten gesetzt hat und auch die Kostenziele nicht eingehalten werden konnten. Die Gothaer erwarb die MLP Versicherung AG und benannte die Gesellschaft in Janitos Versicherung AG mit Sitz in Heidelberg um. 2005 wurde auch das Industriegeschäft der Inter Allgemeine Versicherung AG übernommen.

## Standorte

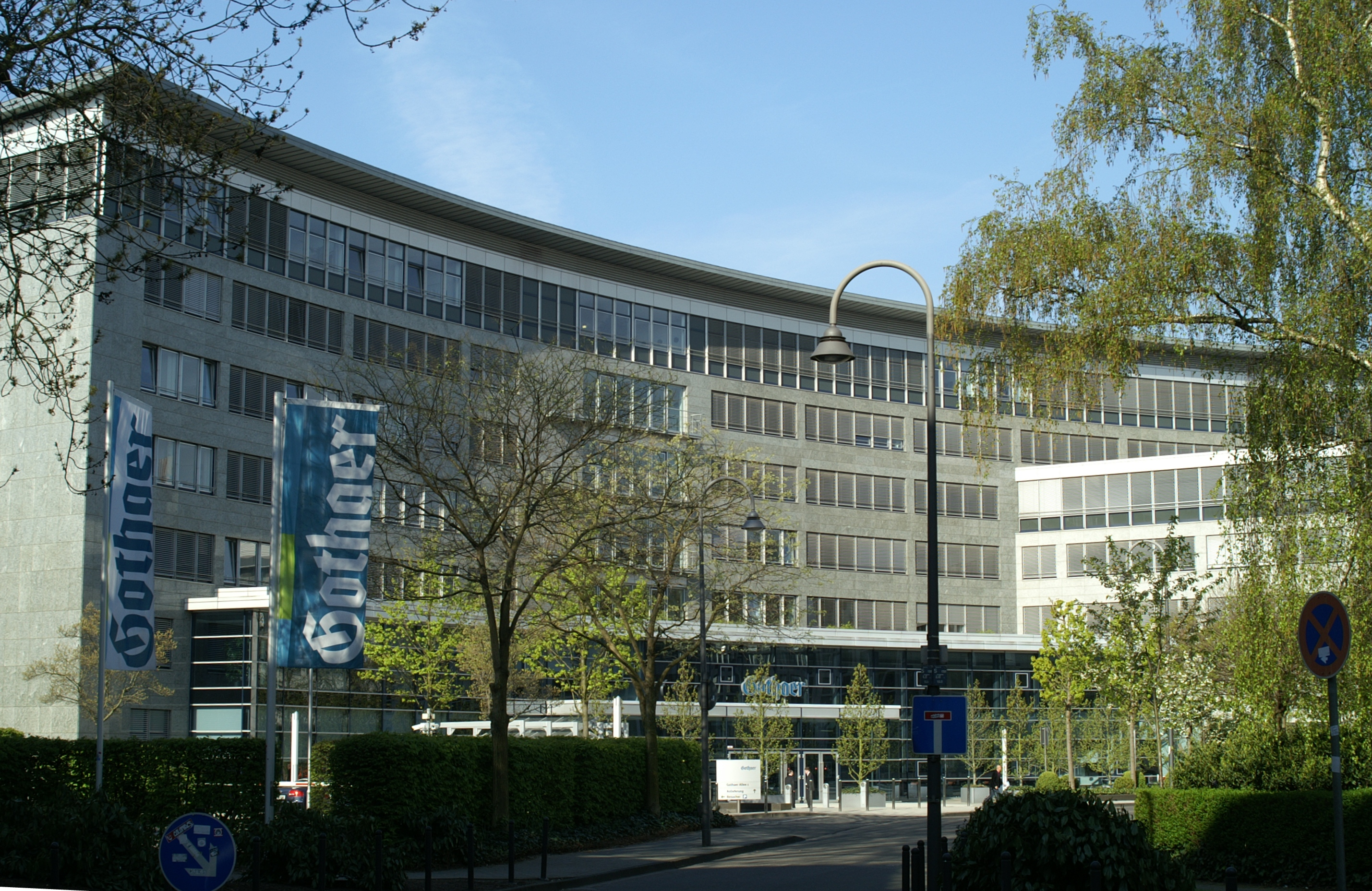
Hauptverwaltung in Zollstock

Die Gothaer hat seit vielen Jahrzehnten ihre Hauptverwaltung und seit einigen Jahren alle Stammgesellschaften in Köln-Zollstock angesiedelt. Hier sind die Gothaer Versicherungsbank VVaG, die Gothaer Allgemeine Versicherung AG, die Gothaer Lebensversicherung AG und die Gothaer Krankenversicherung AG auf dem ehemaligen Industriegelände der J. Pohlig AG beheimatet. Hinter dem Begriff „Pohlig-Gelände“ in Zollstock verbergen sich das ehemalige Gelände der PHB-Weserhütte (42.840 m²), der Tapetenfabrik Flamersheim (22.855 m²) sowie Bahngelände (4.604 m²) und Handwerksbetrieb Marmor Hammes (3.380 m²).
Weitere Standorte befinden sich in Göttingen sowie in Hamburg, Stuttgart (Kompetenzcenter Unternehmerkunden) und in Berlin (Gothaer Schaden-Service-Center). Im Zuge der Zentralisierung des Konzerns verlieren diese aber zunehmend an Bedeutung. Bundesweit ist die Gothaer an über 30 Standorten mit einer Vertriebs- und/oder einer Maklerdirektion vertreten.

## Konzernstruktur

### Mehrheitsbeteiligung
- Gothaer Versicherungsbank VVaG, Köln (Muttergesellschaft)
- Gothaer Finanzholding AG, Köln (100 %)
- Gothaer Allgemeine Versicherung AG, Köln (100 %)
- Gothaer Lebensversicherung AG, Köln (100 %)
- Gothaer Krankenversicherung AG, Köln (100 %)
- Gothaer Pensionskasse AG, Köln (100 %)
- Gothaer Asset Management AG, Köln (100 %)
- Gothaer Schaden-Service-Center GmbH, Berlin (100 %)
- Gothaer Kunden-Service-Center GmbH, Köln (100 %)
- Gothaer Invest- und Finanz Service GmbH, Köln (100 %)
- Gothaer Risk-Management GmbH (100 %)
- Gothaer Digital GmbH (100 %)
- Asstel Lebensversicherung AG, Köln (100 %), verschmolzen
- Gothaer Beratungs- und Vertriebsservices GmbH, Köln (100 %)
- Asstel Sachversicherung AG, Köln (100 %), verschmolzen
- Janitos Versicherung AG, Heidelberg (100 %)
- Gothaer Solutions GmbH, Köln (100 %)
- A.S.I. Wirtschaftsberatung AG, Münster (100 %)
- Hamburg-Kölner Vermögensverwaltung GmbH, Köln (100 %)
- CG Car-Garantie Versicherungs-AG, Freiburg (67 %)
- MediExpert GmbH, Köln
- MVVS Meine Versicherungen-Vermittlungsservice GmbH, Köln (100 %)

### Sonstige Beteiligungen
- Roland Rechtsschutz-Versicherungs-AG, Köln (40 %)

### Fusionsversuch mit Bâloise
Nachdem am 31. Januar 2008 die Financial Times Deutschland detaillierte Planungen über eine mögliche Fusion des Gothaer Konzerns mit der Bâloise veröffentlichte, wurde diese Absicht sowie eine zeitgleich stattfindende Due-Diligence-Prüfung durch eine gemeinsame Presseerklärung beider Konzerne bestätigt. Am 15. Februar 2008 wurden die Verhandlungen für gescheitert erklärt, da sich die Konzerne nicht über die kommerziellen Rahmenbedingungen einigen konnten.

### Fusion mit Barmenia
Im Juli 2024 fusionierte Gothaer mit Genehmigung des Bundeskartellamtes mit dem deutschen Versicherungskonzern Barmenia.

## Kritik
Im Juni 2013 wurde die Kritik laut, dass die Gothaer den Tarifwechsel innerhalb der privaten Krankenversicherung systematisch blockiere. Das Unternehmen würde Kunden, die in einen günstigeren Tarif wechseln wollen, verunsichern und nicht ausreichend informieren. Das Unternehmen hat diese Kritik zurückgewiesen. Alle Punkte, die im Beratungsverlauf wichtig sind, würden angesprochen. „Dazu gehören insbesondere die Bedarfssituation des Kunden, auch Hinweise zu Auswirkungen von Tarifwechseln.“